# Francisco Javier Sánchez Cantón
Francisco Javier Sánchez Cantón (Pontevedra, 14 de juliol de 1891 - 27 de novembre de 1971), historiador espanyol, que va ser director del Museo del Prado. Encarregat del trasllat de les seves obres durant la Guerra Civil.

## Trajectòria
Sánchez Cantón va estudiar Filosofia i Lletres a la Universitat Central de Madrid, on va obtenir el premi extraordinari. El 1913 va doctorar-se sota la direcció d'Elías Tormo, amb el títol Los pintores de cámara de los Reyes de España. Les seves primeres tasques com a professor varen ser com a auxiliar d'Història de l'Art i com a catedràtic de Llengua Galaico-portuguesa, després de la mort del titutlar Víctor Said Armesto en juliol de 1914. Posteriorment va ocupar la càtedra de Teoria de la Literatura i les Arts en la Universitat de Granada, abans d'ocupar la d'Història General de l'Art en la Universitat Central, de la qual seria vicerector des de 1958.
Com a museòleg, va ser nomenat sotsdirector (el 1922) i director (el 1960) del Museu del Prado, succeint en el càrrec a Fernando Álvarez de Sotomayor Zaragoza, i va realitzar en ell una important labor de reorganització de sales. Va ser membre de les acadèmies Espanyola (el 1949), Belles arts i director de la d'Historia (el 1956). Va presidir la Junta Iconografia Nacional i va ser nomenat protector de la Fundació Lázaro Galdiano, vicedirector de l'Institut Diego Velázquez d'Història de l'Art i director de l'Institut Padre Sarmiento d'Estudis Gallecs. El 1968 li va succeir en el càrrec de director del Prado Diego Angulo Íñiguez.
La seva bibliografia segueix sent considerada com de referència pel seu sentit crític i pel bon coneixement de pintura, tapissos i dibuixos espanyols.
La seva ciutat, Pontevedra, va decidir honrar la seva memòria donant el seu nom al més antic dels instituts de la província, el IES Sánchez Cantón.

## Obres
A la seva bibliografia de sentit crític i coneixement del tema, destaquen entre les seves obres:
- Els Pintors de Cambra dels Reis Catòlics (1916)
- Els Retrats del Museu del Prat (1919)
- Els Tapissos de la Casa del Rei (1919), en col·laboració amb Tormo,
- Antonio Rafael Mengs (1929)
- Fonts literàries per a la Història de l'Art Espanyol (5 volums, 1923-1943),
- Dibuixos d'antics mestres espanyols (1933)
- Els dibuixos de Goya (2 volums, 1952)
- La col·lecció Cambó (1955)
- Durero en España (obra pòstuma, 1972).

I, entre els molts estudis que dedicà a Goya:
- Goya (1930),
- Cómo vivía Goya (1946)
- Goya, su vida y sus obras (1953).